# (32317) 2000 QE44
2000 QE44 (asteroide 32317) é um asteroide da cintura principal. Possui uma excentricidade de 0.06614930 e uma inclinação de 10.31564º.
Este asteroide foi descoberto no dia 24 de agosto de 2000 por LINEAR em Socorro.